# Jurij Prilukov
Jurij Aleksandrovič Prilukov (in russo Юрий Александрович Прилуков?; Sverdlovsk, 14 giugno 1984) è un ex nuotatore russo.
Ha vinto numerosi titoli europei e tre mondiali in vasca corta. Alle Olimpiadi di Atene 2004 è arrivato sesto nei 400 m sl e quarto nei 1500 m sl.

## Palmarès
- Mondiali

Montreal 2005: argento nei 400m sl e bronzo negli 800m sl.
Melbourne 2007: argento nei 1500m sl e bronzo nei 400m sl.
- Mondiali in vasca corta

Mosca 2002: argento nella 4x200m sl.
Indianapolis 2004: oro nei 400m sl e nei 1500m sl.
Shanghai 2006: oro nei 400m sl e nei 1500m sl.
Manchester 2008: oro nei 400m sl e nei 1500m sl.
- Europei

Berlino 2002: oro nei 1500m sl.
Madrid 2004: oro nei 1500m sl, argento nei 400m sl e nella 4x200m sl.
Budapest 2006: oro nei 400m sl e nei 1500m sl.
Eindhoven 2008: oro nei 400m sl e nei 1500m sl, argento nella 4x200m sl.
- Europei in vasca corta

Riesa 2002: oro nei 1500m sl e argento nei 400m sl.
Dublino 2003: oro nei 400m sl e nei 1500m sl.
Vienna 2004: oro nei 1500m sl e argento nei 400m sl.
Trieste 2005: oro nei 400m sl e nei 1500m sl.
Helsinki 2006: oro nei 400m sl e nei 1500m sl.
- Universiadi

Daegu 2003: oro nei 400m, negli 800m, nei 1500m sl e nella 4x200m sl.
Smirne 2005: oro nei 200m sl e nei 400m sl, argento negli 800m sl.
Bangkok 2007: argento negli 800m sl e nella 4x200m sl, bronzo nei 400m sl e nella 4x100m sl.
- Europei giovanili

Malta 2001: oro nei 400m sl e bronzo nella 4x200m sl.
Linz 2002: oro nei 200m sl, nei 400m sl e nei 1500m sl.